# Heteropalpia acrosticta
Heteropalpia acrosticta is een vlinder uit de familie van de spinneruilen (Erebidae). De wetenschappelijke naam van de soort is voor het eerst geldig gepubliceerd in 1904 door Puneler.
Deze nachtvlinder komt voor in Europa.